# Coise (Fluss)
Die Coise ist ein Fluss in Frankreich, der in der Region Auvergne-Rhône-Alpes verläuft. Sie entspringt in den Monts du Lyonnais, im Gemeindegebiet von Saint-Romain-en-Jarez. Die Coise entwässert anfangs Richtung Nordost, dreht dann auf West bis Südwest und erreicht bei Saint-Galmier das Loiretal. Ab hier verläuft sie parallel zur Loire in nordwestlicher Richtung und mündet nach insgesamt rund 50 Kilometern bei Montrond-les-Bains als rechter Nebenfluss in die Loire.
Auf ihrem Weg durchquert die Coise die Départements Rhône und Loire.

## Orte am Fluss
- Sainte-Catherine
- Coise
- Saint-Symphorien-sur-Coise
- Saint-Denis-sur-Coise
- Saint-Médard-en-Forez
- Saint-Galmier
- Chambœuf
- Cuzieu
- Montrond-les-Bains